# Gysbers & van Loon
Gysbers & van Loon, ook wel bekend als Gijsbers & van Loon, was een Nederlands antiquariaat, import-boekhandel en uitgeverij, gevestigd te Arnhem in de Bakkerstraat. 
Gysbers & van Loon werd opgericht in 1941, en werd voornamelijk bekend door zijn heruitgaven van belangrijke historische werken. In 1972 werd onder meer Mensch en Land in de Middeleeuwen, het proefschrift van Bernard Slicher van Bath uit 1944, opnieuw uitgegeven. Vaak ging het om werken die in hun originele uitgave slechts in een kleine oplage waren uitgebracht, en op deze manier breder konden verspreid.
In 2009 werd de firma na 68 jaar opgeheven en werden de resterende boeken middels een veiling en een uitverkoop van de hand gedaan.